# Robert Schälzky
Robert Schälzky OT (ur. 13 sierpnia 1882 w Rýžoviště, zm. 28 stycznia 1948 w Lana) – wielki mistrz zakonu krzyżackiego w latach 1936–1948.

## Życiorys
Urodził się w Brunseif (obecnie Rýžoviště), w powiecie Bruntal (niem. Bezirk Freudenthal) na Śląsku Opawskim. Do zakonu krzyżackiego wstąpił po osiągnięciu pełnoletniości. Studiował teologię w Brixen. W 1907 przyjął święcenia kapłańskie. Był mocno zaangażowany w życie polityczne na terenie Czech. Należał do Niemieckiej Chrześcijańsko-Socjalnej Partii Ludowej Moraw. W latach 1920–1925 zasiadał jako poseł w czeskim parlamencie.
Od lat dwudziestych XX wieku uczestniczył w reformie zakonu krzyżackiego, która w 1929 przekształciła zakon rycerski w zakon klerycki. W 1936, po śmierci Paula Heidera, wybrany został wielkim mistrzem zakonu.
Pełnienie przez niego urzędu wielkiego mistrza zbiegło się z dojściem do władzy w Niemczech i Austrii nazistów. Schälzky początkowo ustosunkowany pozytywnie do NSDAP jako siły mogącej odbudować znaczenie zakonu srogo się na niej zawiódł, gdy hitlerowcy pozbawili zgromadzenie większości posiadanych dóbr oraz dążyli do jego rozwiązania. 
Od 1936 Robert Schälzky rezydował w pałacu w Bruntálu. Po układzie monachijskim z 30 września 1938 próbował powstrzymać likwidację zakonu krzyżackiego. Rozmawiał w tym celu z Konradem Henleinem i pisał do Adolfa Hitlera. Mimo jego starań zakon został zlikwidowany 7 lutego 1939. Wówczas wielki mistrz musiał opuścić pałac w Bruntálu i zamieszkał w miejscowości Podlesí, w powiecie Karwina na Śląsku Cieszyńskim. 
Po II wojnie światowej, w 1945, Robert Schälzky powrócił na krótko do Opawy, chcąc odzyskać majątek zgromadzenia i reaktywować zakon krzyżacki. Rząd Czechosłowacji nie wyraził jednak na to zgody i w 1946 ponownie skonfiskował zakonny majątek, zarzucając zakonowi, że działał wraz z hitlerowcami na rzecz germanizacji i popierał władze nazistowskie, a nawet że mordował Słowian w średniowieczu. Zakonnicy odwołali się do czechosłowackiego Najwyższego Sądu Administracyjnego, który orzekł nieważność konfiskaty, ale wskutek przejęcia władzy przez komunistów pozostała ona w mocy.
Schälzky został zmuszony do wyjazdu do Wiednia i dopiero tam odnowił zakon krzyżacki. Siedzibą wielkiego mistrza jest dom zakonny w Wiedniu przy Singerstraße 7, obok archikatedry św. Szczepana. 
Przed śmiercią zamieszkał w klasztorze w Lana, w prowincji Bolzano, w regionie Trydent-Górna Adyga, we Włoszech.